# Institut Català de la Xina
L'Institut Català de la Xina, fins a 2013 amb el nom de Casal Català de Shanghai és una entitat sense afany de lucre que va ser creada l'any 2005 amb la intenció de ser un lloc de trobada per als catalanoparlants i els simpatitzants de la cultura dels Països Catalans que viuen a Xangai i a la República Popular de la Xina en general. Forma part de la xarxa de Casals Catalans presents a tot el món. Els seus objectius són contribuir a la difusió i el foment de la llengua, història i cultura catalanes en el país que l'acull.
Les seves activitats més importants són la celebració de les principals festivitats com ara el Sant Joan el 23 de juny, la Diada de Catalunya l'11 de setembre o la Castanyada, quan aprofiten per consumir els productes catalans més típics. L'any 2007 va organitzar una diada de Sant Jordi, que va tenir certa repercussió als mitjans de comunicació catalans, especialment degut al fet que es va avançar un dia sencer la celebració, a causa de les sis hores de diferència entre l'horari de Xangai i el de Catalunya.